# Flabellina
Flabellina – rodzaj ślimaków z rodziny Flabellinidae, typ nomenklatoryczny tej rodziny. 

## Podział systematyczny
Do rodzaju Flabellina należą następujące gatunki:
- Flabellina affinis (Gmelin, 1791)
- Flabellina alternata Ortea & Espinosa, 1998
- Flabellina bulbosa Ortea & Espinosa, 1998
- Flabellina dana Millen & Hamann, 2006
- Flabellina dushia (Ev. Marcus & Er. Marcus, 1963)
- Flabellina engeli Ev. Marcus & Er. Marcus, 1968
- Flabellina evelinae Edmunds, 1989
- Flabellina ilidioi Calado, Ortea & Caballer, 2005
- Flabellina llerae Ortea, 1989